# Кам'яне серце
«Кам'яне серце» (ісл. Hjartasteinn) — дансько-ісландський драматичний фільм, знятий Гудмундуром Арнаром Гудмундсоном. Світова прем'єра стрічки відбулась 1 вересня 2016 року на Венеційському кінофестивалі. Фільм розповідає про двох хлопчиків, які вперше закохуються.

## У ролях
| Актор             | Роль     |
| ----------------- | -------- |
| Бальдур Ейнарсон  | Тор      |
| Блер Гінріксон    | Крістіан |
| Ділія Вальсдоттір | Бета     |
| Катла Ніелсдоттір | Ганна    |

## Визнання
| Нагороди та номінації фільму «Кам'яне серце» | Нагороди та номінації фільму «Кам'яне серце»         | Нагороди та номінації фільму «Кам'яне серце» | Нагороди та номінації фільму «Кам'яне серце» | Нагороди та номінації фільму «Кам'яне серце» | Нагороди та номінації фільму «Кам'яне серце» |
| Рік                                          | Кінопремія / Кінофестиваль                           | Категорія / Нагорода                         | Номінант                                     | Результат                                    |                                              |
| -------------------------------------------- | ---------------------------------------------------- | -------------------------------------------- | -------------------------------------------- | -------------------------------------------- | -------------------------------------------- |
| 2016                                         | Венеційський кінофестиваль                           | Приз «Queer Lion»                            | «Кам'яне серце»                              | Перемога                                     |                                              |
| 2016                                         | Чиказький міжнародний кінофестиваль                  | Найкращий новий режисер                      | Гудмундур Арнар Гудмундссон                  | Номінація                                    |                                              |
| 2016                                         | 46-й Київський міжнародний кінофестиваль «Молодість» | Приз ФІПРЕССІ                                | «Кам'яне серце»                              | Перемога                                     |                                              |
| 2016                                         | 46-й Київський міжнародний кінофестиваль «Молодість» | Приз «Сонячний зайчик»                       | «Кам'яне серце»                              | Номінація                                    |                                              |
| 2017                                         | Премія Європейської кіноакадемії                     | Нагорода «European University Film Award»    | «Кам'яне серце»                              | Номінація                                    |                                              |